# Pristava (Borovnica)
Pristava (Duits: Meyerhof) is een plaats in Slovenië en maakt deel uit van de gemeente Borovnica in de NUTS-3-regio Osrednjeslovenska.

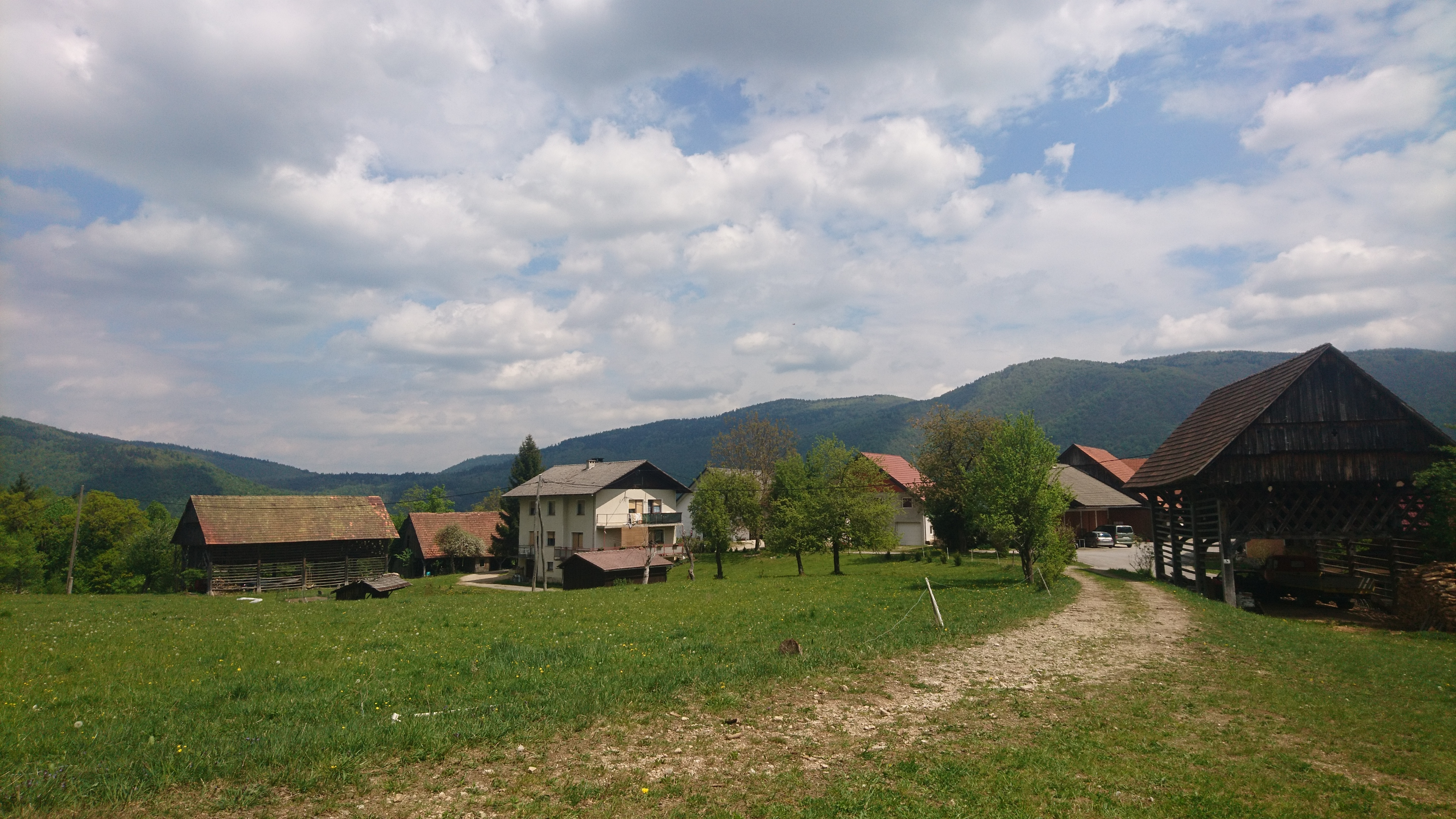
Dorpsaanzicht